# Koseki
Pour les articles homonymes, voir Koseki (homonymie).

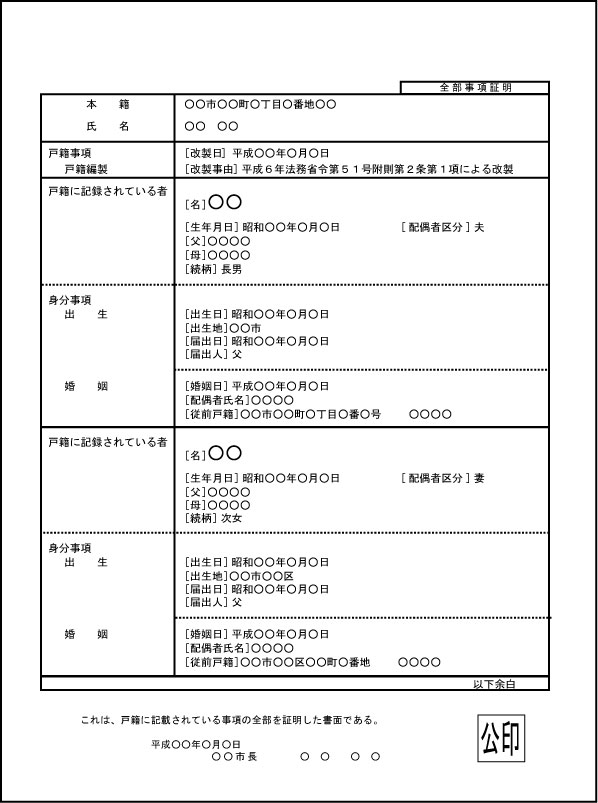
Reproduction d'un extrait conforme de koseki.

Le koseki (戸籍) est le registre familial au Japon. Il constitue le document primordial pour authentifier l'état civil d'une personne de nationalité japonaise, et est organisé par familles (en principe, un couple marié et leurs enfants non mariés).
Bien que des systèmes similaires aient été utilisés par le Japon par le passé, le koseki contemporain, qui concerne et recense tous les citoyens japonais, apparaît à la fin du XIXe siècle, peu de temps après la restauration de Meiji.

## Lien avec la nationalité
Étant donné que ces registres servent à gérer l'état civil des seuls citoyens japonais, la preuve de la nationalité japonaise est immédiate : il suffit de fournir une copie de son koseki. Lorsque qu'une personne pert la nationalité japonaise, ceci est indiqué sur son koseki et son statut passe à « retirée du registre » (les mentions concernant son passé ne sont pas supprimées).
Toute personne ayant un koseki (actif) est japonaise, et, inversement, toute personne japonaise figure sur un koseki, hormis les nouveau-nés et les personnes fraichement naturalisées, pour lesquels les procédures liées au koseki ne sont pas encore terminées. Les seules véritables exceptions sont les membres de la famille impériale (celle-ci dispose d'un système de registres différent), ainsi que les rares personnes vivant au Japon dont la naissance n'a jamais été déclarée mais qui sont de facto de nationalité japonaise par leur mère (bien que cette non-déclaration de naissance soit illégale).

## Fonctionnement
La loi japonaise précise que tout foyer doit signaler les naissances, décès, mariages et divorces à son autorité locale, qui compile ces informations dans un document (registre) détaillé. Si de tels évènements ne sont pas indiqués dans le koseki, ils ne sont pas officiellement reconnus par le gouvernement japonais.
Contrairement au livret de famille, notamment en France, qui n'est qu'un document qui résume les données de l'état civil à l'échelle d'une famille, le koseki constitue la source même de l'état civil. En France, et dans la majorité des pays, la source de l'état civil est l'ensemble des actes (naissance, mariage, etc.) attachés à un individu et dont la conservation est en principe faite séparément pour chaque acte.
Le koseki original est géré et conservé par la mairie de l'adresse où la famille choisit de domicilier son état civil. Cette adresse est dénommée honseki et son choix est totalement libre ; elle ne sert qu'à trier les koseki, tandis que la ou les adresse(s) réelles de chaque individu membre du koseki sont enregistrées sur un bordereau (koseki no fuhyō) attaché au koseki. En effet, tout changement de domicile doit être déclaré à la commune de résidence. Celle-ci informe ensuite la commune du honseki, permettant ainsi de centraliser l'historique des adresses.
Typiquement, lorsque qu'une personne se marie, elle quite le registre de ses parents et est déplacée sur un nouveau registre avec son conjoint. Il est donc fréquent que pour retracer (et prouver) tous les événements concernant l'état civil d'un individu (vivant ou décédé), il faille se baser sur deux koseki différents. Il n'est pas permis aux couples mariés d'enregistrer deux noms de famille sur le koseki, ce qui amène l'un des conjoints, la femme la plupart du temps, à changer de nom de famille. Cela implique que les enfants (non mariés) et leurs parents partagent le même nom de famille.

## Obtention d'extraits conformes
Pour prouver les informations relatives à un état civil japonais, il arrive qu'il faille fournir des extraits conformes de koseki. C'est notamment le cas pour obtenir un passeport ou lors d'une succession. Le moyen classique d'obtenir une copie conforme du registre familial est d'en faire la demande à la mairie du honseki, soit en s'y rendant physiquement, soit par courrier. 
Depuis les années 2010, pour un nombre croissant de municipalités, il est possible d'obtenir des copies conformes de son koseki (actif) en utilisant une carte de numéro individuel (My Number Card) dans un konbini n'importe où dans le pays.
De plus, depuis mars 2024, il est possible d'obtenir des copies conformes de son koseki ou de celui de ses ascendants ou descendants (y compris des registres passés) dans n'importe quelle mairie, la demande étant traitée à distance par la mairie du honseki.

## Histoire

### Les ancêtres dukoseki
Le plus ancien témoignage archéologique de registre familial au Japon provient de Dazaifu (préfecture de Fukuoka) et daterait de la fin du VIIe siècle. Il s'agit d'une languette de bois avec une liste de seize personnes d'une même communauté et leurs relations familiales. Le vocabulaire employé permet de mettre ce document en rapport avec le Kōinnenjaku (庚寅年籍), le recensement familial de 689.
Sous le bakufu, il existait quatre types de registres : le ninbetsuchō (Registre des catégories humaines), le shūmon aratamechō (Registre de l'inquisition religieuse), le gonin gumichō (Registre des cinq foyers) et le kakochō (Registre funéraire). En 1670 fut créé le shūmon ninbetsuchō qui combinait l'enregistrement de la catégorie sociale et de l'affiliation religieuse. Il fallait renouveler ses données tous les six ans et ce système fut maintenu jusqu'au début de l'ère Meiji.
Pour diverses raisons, un certain nombre de personnes n'étaient pas inscrites dans ces registres. Certaines n'existaient tout simplement pas officiellement ; d'autres, comme les eta, étaient parfois l'objet de listes séparées et discriminatoires.
Les conditions sociales et politiques de l'ère Edo rendaient très difficiles les changements de profession ou de statut et presque impossible la modification de ces registres.
En 1871, peu après la restauration de Meiji, fut introduite la Loi d'enregistrement des foyers (koseki hō) et instauré un Registre national (kokuseki) qui regroupait tous les registres existants et prenait également en compte les personnes non enregistrées, à la suite de l'introduction du concept de « nationalité » dans le droit japonais. Les catégories sociales de la période Tokugawa furent abolies et la majorité de la population était désignée comme heimin. Toutefois, certaines anciennes catégories de parias reçurent l’appellation de shinheimin (nouvel heimin) ou de motoeta (ancien eta), ce qui ne fit que maintenir les discriminations antérieures. Il y eut également des problèmes avec les populations vivant aux marges du territoire japonais, par exemple les habitants de l'archipel d'Ogasawara.
Lors de la colonisation de la Corée, le gouvernement japonais mit en place un double système de koseki, un registre national domestique (naichi koseki) et un registre national externe (gaichi koseki), basé sur les registres coréens préexistants. La division était ainsi nette entre Japonais du Japon et Japonais des colonies, à la mobilité plus restreinte.

### Pendant et après l'occupation américaine
En 1947, une loi a restreint le koseki à la famille conjugale, c'est-à-dire à un couple et ses enfants non-mariés.
De 1946 à 1952, plusieurs centaines de milliers de personnes se virent privées de leur citoyenneté japonaise car, dans leur koseki, elles n'étaient pas enregistrées au Japon, mais en Corée, en Chine, à Taïwan ou ailleurs.
Par ailleurs, de nombreux problèmes surgirent de la destruction physique des registres de koseki pendant la guerre à la suite des bombardements et des incendies, en particulier à Okinawa.
Bien que de nouvelles lois d'état civil soient entrées en vigueur dans les années 1950 et 1960, le koseki garde sa prééminence, alors qu'il est antérieur au Code civil japonais (1896), à la Constitution Meiji (1889) et au Code de la Nationalité (1899). L'inscription au registre national reste souvent impossible sans un koseki.
Initialement compilés dans d'imposants registres papier, les koseki furent numérisés à partir de 1995 dans certaines communes. La dernière commune à être passée au numérique l'a fait en 2020.

## Problèmes récents
À l'été 2010, à la suite d'un fait divers — la découverte du corps momifié d'un Japonais décédé depuis trente ans, toujours inscrit au koseki —, il fut établi que 234 354 Japonais nés plus de cent ans plus tôt inscrits au registre koseki et n'y étant pas marqués comme décédés étaient en réalité introuvables, sachant que le recensement national établissait alors à 44 449 le nombre de centenaires,. Les familles ne signaleraient plus systématiquement le décès de leurs aînés, alors que les personnes âgées vivant plus souvent seules que par le passé mourraient sans que l'on puisse rapporter l'information à l'administration. De plus, des Japonais décédés lors de la Seconde Guerre mondiale y seraient toujours indiqués, alors que l'informatisation du registre aurait abouti à une perte de données. En conséquence, les personnes de plus de 120 ans (supercentenaires) qui n'ont pu être retrouvées sont effacées des registres familiaux.
Le 18 juillet 2017, Renhō, présidente du Parti démocrate, s'est sentie obligée de divulguer lors d'une conférence de presse des parties de son registre familial afin de prouver qu'elle n'avait que la nationalité japonaise et qu'elle avait abandonné sa nationalité taïwanaise.
En février 2019, le ministère de la Justice a fait saisir des registres de koseki du XIXe siècle vendus sur le site d’enchères en ligne Yahoo auction.

## Critiques
Le fait que le koseki soit centré sur la notion de foyer entre, aux yeux de certains critiques, en contradiction avec l'article 13 de la Constitution du Japon, selon lequel « tous les citoyens devront être respectés comme individus, ».
De plus, l'accès au koseki est relativement facile. Même si certaines restrictions ont été mises en place en 1970, sa consultation est autorisée pour certaines catégories professionnelles comme les avocats, les policiers et les fonctionnaires, et le système du koseki n'offre donc pas un parfait respect de la vie privée. Comme il archive l'histoire de la famille, il permet de découvrir l'origine familiale et la vie familiale, par exemple, les divorces, de son titulaire.
Certains critiquent aussi l'impossibilité pour les conjoints mariés de porter officiellement des noms différents, même si, depuis 2001, l'emploi du nom d'usage, ou nom prénuptial, est souvent autorisé dans la vie professionnelle et, de façon restreinte, pour certains documents officiels. Le nom prénuptial peut notamment être indiqué entre parenthèses sur son passeport, sa carte de numéro individuel, son permis de conduire, de même qu'il est possible d'utiliser ou d'ouvrir un compte bancaire avec son nom prénuptial. La plupart des professions réglementées peuvent désormais se conduire sous un nom prénuptial.  Le gouvernement japonais argue qu'il est désormais possible de continuer sa vie professionnelle avec son nom prénuptial et que l'unité du nom officiel est en ligne avec la tradition japonaise, qui assure l'homogénéité du nom au sein d'une famille.
De manière plus générale, le koseki reflète les valeurs morales de l'époque de sa création et, avec sa conception normative du couple hétérosexuel dominé par le mari, il n'est peut-être plus adapté aux conceptions modernes de ce qu'est une famille, aux familles recomposées ou aux nouvelles conceptions de l'identité sexuelle.
Les critiques vis-a-vis du système des koseki sont généralement émises par certains partis politiques à gauche de l'échiquier politique japonais, ou par des activistes de gauche ou d'extrême gauche.

## Registres familiaux proches en Asie
Des systèmes similaires existent dans les autres pays influencés par le confucianisme, qui attache une grande importance à la famille :
- en Corée existait le hojuje (호주, 戶主) ou hojeok (호적, 戶籍), abrogé en Corée du Sud en 2005[11] ;
- en République populaire de Chine (Chine continentale) et République de Chine (Taïwan), ce système s'appelle le hùjí (户籍/戶籍) ou hùkǒu (户口/戶口) ;
- au Vietnam, on trouve le hộ khẩu.